# Tapijtknoperij Kinheim

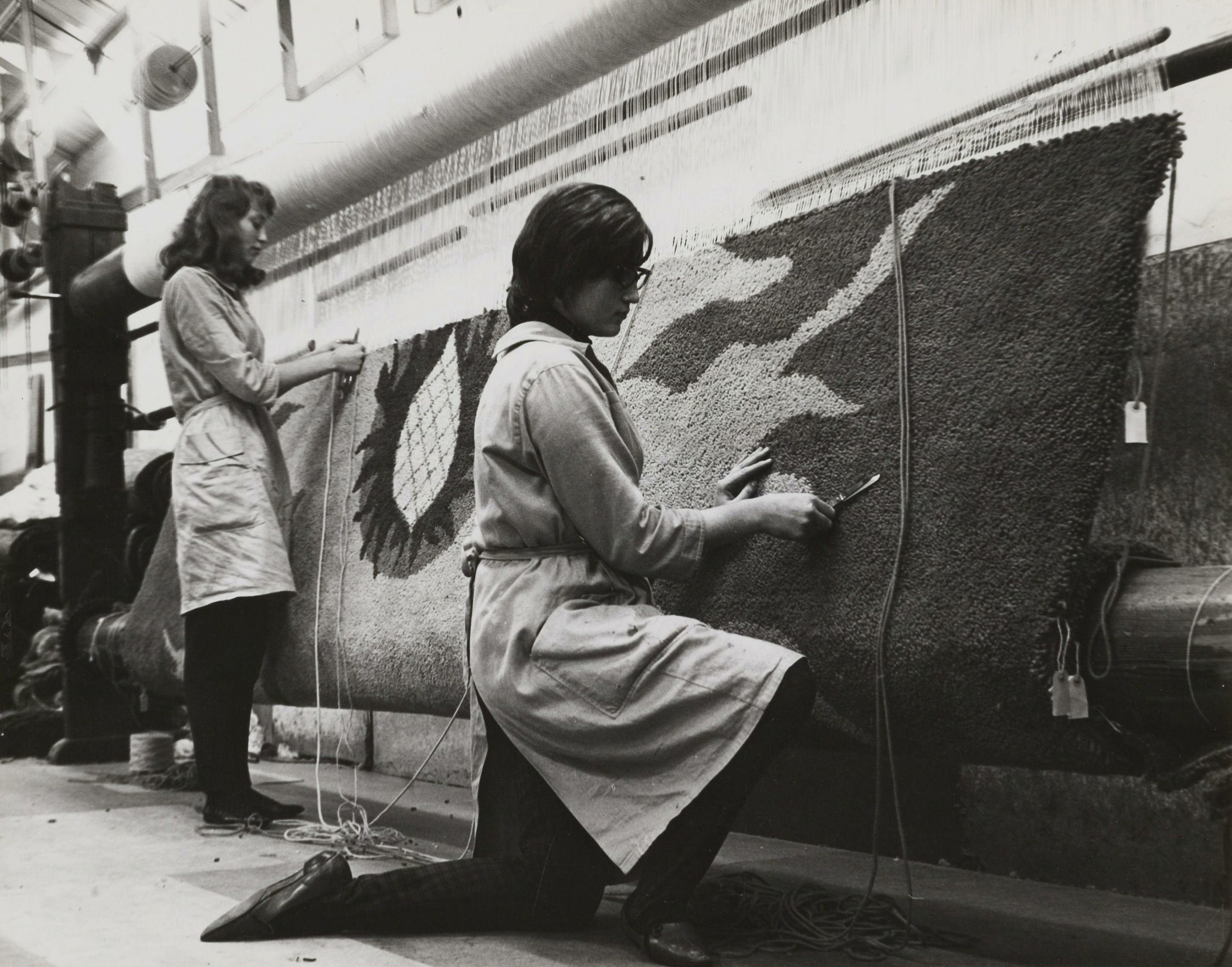
Kinheim tapijt voor het voormalige Stadskantoor van Beverwijk

De Tapijtknoperij Kinheim was een Nederlands bedrijf, dat zich toelegde op het knopen van tapijten. Het was gevestigd in de Noord-Hollandse plaats Beverwijk.

## Geschiedenis
Hendrik Godefridus Polvliet startte volgens het handelsregister de Tapijtknoperij "Kinheim" op 1 september 1910 aan de Zeestraat 104 te Beverwijk. Binnen 10 jaar had het bedrijf al grote naamsbekendheid door heel Nederland vanwege de kwaliteit en artistieke originaliteit. De eigen ontwerpen naar Oosterse motieven vonden snel hun weg naar statiezalen zoals die in het in 1913 geopende Vredespaleis in Den Haag (15 stuks) en in het in datzelfde jaar gebouwde Scheepvaarthuis te Amsterdam. In 1926 verwierf het bedrijf het predicaat Koninklijk. 
Na de dood van Hendrik Polvliet zette zijn vrouw Cornelia Polvliet-Hoogstrate het bedrijf voort onder de naam "Koninklijke Handtapijtknoperij Kinheim" en het bedrijf kreeg veel aandacht van de pers, mede vanwege de titel 'Hofleverancier'. Ook veel grote maatschappijen, die niet zo op geld hoefden te letten, gaven opdrachten voor het vervaardigen van tapijten aan Kinheim, omdat duurzaamheid en de fraaie ontwerpen van de hand van verschillende kunstenaars, o.a. Jac. van den Bosch, C.A. Lion Cachet, Theo Nieuwenhuis en Dirk Verstraten boven die van andere tapijtknoperijen uitstaken. In 1942 ging het bedrijf over in handen van Cornelis van den Brink uit Hilversum en vond er zelfs uitbreiding plaats. Het handwerk werd te duur: de gewenste afmetingen van een tapijt bepaalde hoeveel meisjes aan een tapijt werkten. Een smalle loper of een kussenkleedje werd door één meisje gemaakt, maar een heel groot tapijt of vloerbedekking, daar werkten wel 8 tot 10 meisjes aan. De "meisjes" waren 15 tot 60 jaar oud. Uiteindelijk viel het doek voor de handgeknoopte tapijtenfabriek in 1973.

## Museum Kennemerland
Het Museum Kennemerland in Beverwijk besteedt aandacht aan de tapijtknoperij. In het museum is een origineel weefgetouw met bank te zien en een grote verscheidenheid aan geknoopte voorwerpen te zien, zoals: tapijten, kussens, lopers en wandtapijten. Van de heer Mastenbroek, de laatste eigenaar van Tapijtknoperij Kinheim kreeg het museum fotoboeken van de fabriek, foto's van de diverse objecten en van de locaties waar de tapijten zich toen bevonden (zoals in luxe cruiseschepen, kantoren, gemeentehuizen en zelfs op Paleis Soestdijk).